# Nessa (Středozem)
Nessa je literární postava knih J. R. R. Tolkiena o Středozemi.
Je jednou z Valier, královen Valar. Je sestrou Oromëho a ženou Tulkase. Podobně jako Tulkas je lehkonohá a ohebná, rychlá jako šíp. Miluje jeleny a dokáže je předběhnout; ti za ní chodí, kdykoliv se prochází divočinou. Miluje tanec a tančívá na nevadnoucích paloucích Valimaru. Není o ní mnoho známo, protože se  málo stýkala s elfy, kteří o ní proto nesložili tolik písní, jako například o veliké královně Vardě. Nižší Ainur než ona jsou již počítáni mezi Maiar.

## Jméno
- V Quenijštině její jméno znamená „Mladá" a jeho kořenem je „neth"